# Sambet
Sambet is een bestuurslaag in het regentschap Timor Tengah Selatan van de provincie Oost-Nusa Tenggara, Indonesië. Sambet telt 1851 inwoners (volkstelling 2010).